# 핫 인 클리블랜드
《핫 인 클리블랜드》(영어: Hot in Cleveland)는 2010년 6월 16일부터 2015년 6월 3일까지 TV 랜드에서 방영된 시트콤이다.